# Șcerbativka, Malîn
Șcerbativka (în ucraineană Щербатівка) este un sat în comuna Slobidka din raionul Malîn, regiunea Jîtomîr, Ucraina.

## Demografie
Componența lingvistică a localității Șcerbativka
     Ucraineană (98,71%)
     Alte limbi (1,29%)
Conform recensământului din 2001, majoritatea populației localității Șcerbativka era vorbitoare de ucraineană (98,71%), existând în minoritate și vorbitori de alte limbi.